# نادي بيترزالكا
نادي بيترزالكا هو نادي كرة قدم في سلوفاكيا تأسس في 1898.

## وصلات خارجية
- الموقع الرسمي